# 1000 km di Silverstone
La 1000 km di Silverstone (conosciuta anche con la denominazione di 6 Ore di Silverstone o 4 Ore di Silverstone) è una gara di durata riservata a vetture di tipo sport prototipo e Gran Turismo che si disputa sul Circuito di Silverstone. La prima edizione si svolse nel 1976 ed entrò a far parte del calendario del Campionato del mondo sportprototipi fino alla sua ultima stagione nel 1992, a partire dall'edizione 2004 questa prova fa parte del campionato Le Mans Series e dal 2010 è valida anche per il nuovo campionato Intercontinental Le Mans Cup.

## Vincitori
| Anno             | Piloti                                            | Team                        | Auto                    | Campionato                                  |
| durata 6 Ore     | durata 6 Ore                                      | durata 6 Ore                | durata 6 Ore            | durata 6 Ore                                |
| ---------------- | ------------------------------------------------- | --------------------------- | ----------------------- | ------------------------------------------- |
| 1976             | John Fitzpatrick Tom Walkinshaw                   | Hermetite BMW               | BMW 3.5 CSL             | Campionato del mondo sportprototipi         |
| 1977             | Jochen Mass Jacky Ickx                            | Martini Racing              | Porsche 935/77          | Campionato mondiale sportprototipi          |
| 1978             | Jochen Mass Jacky Ickx                            | Martini Racing              | Porsche 935/78          | Campionato mondiale sportprototipi          |
| 1979             | John Fitzpatrick Hans Heyer Bob Wollek            | Gelo Sportswear Team        | Porsche 935/77A         | Campionato mondiale sportprototipi          |
| 1980             | Alain de Cadenet Desiré Wilson                    | Alain de Cadenet            | De Cadenet Lola-Ford    | Campionato mondiale sportprototipi          |
| 1981             | Harald Grohs Walter Röhrl Dieter Schornstein      | Vegla Racing Team           | Porsche 935J            | Campionato mondiale sportprototipi          |
| 1982             | Riccardo Patrese Michele Alboreto                 | Martini Racing              | Lancia LC1              | Campionato mondiale sportprototipi          |
| distanza 1000 km |                                                   |                             |                         |                                             |
| 1983             | Derek Bell Stefan Bellof                          | Rothmans Porsche            | Porsche 956             | Campionato mondiale sportprototipi          |
| 1984             | Jochen Mass Jacky Ickx                            | Rothmans Porsche            | Porsche 956             | Campionato mondiale sportprototipi          |
| 1985             | Jochen Mass Jacky Ickx                            | Rothmans Porsche            | Porsche 962C            | Campionato mondiale sportprototipi          |
| 1986             | Derek Warwick Eddie Cheever                       | Silk Cut Jaguar             | Jaguar XJR-6            | Campionato mondiale sportprototipi          |
| 1987             | Raul Boesel Eddie Cheever                         | Silk Cut Jaguar             | Jaguar XJR-8            | Campionato mondiale sportprototipi          |
| 1988             | Martin Brundle Eddie Cheever                      | Silk Cut Jaguar             | Jaguar XJR-9            | Campionato mondiale sportprototipi          |
| 1989             | Non disputata                                     | Non disputata               | Non disputata           | Non disputata                               |
| distanza 480 km  |                                                   |                             |                         |                                             |
| 1990             | Martin Brundle Alain Ferté                        | Silk Cut Jaguar             | Jaguar XJR-11           | Campionato mondiale sportprototipi          |
| distanza 430 km  |                                                   |                             |                         |                                             |
| 1991             | Derek Warwick Teo Fabi                            | Silk Cut Jaguar             | Jaguar XJR-14           | Campionato mondiale sportprototipi          |
| distanza 500 km  |                                                   |                             |                         |                                             |
| 1992             | Derek Warwick Yannick Dalmas                      | Peugeot Talbot Sport        | Peugeot 905 Evo 1B      | Campionato mondiale sportprototipi          |
| 1993 - 1999      | Non disputata                                     | Non disputata               | Non disputata           | Non disputata                               |
| 2000             | JJ Lehto Jörg Müller                              | BMW Motorsport              | BMW V12 LMR             | American Le Mans Series                     |
| 2001 - 2003      | Non disputata                                     | Non disputata               | Non disputata           | Non disputata                               |
| distanza 1000 km |                                                   |                             |                         |                                             |
| 2004             | Allan McNish Pierre Kaffer                        | Audi Sport UK Team Veloqx   | Audi R8                 | Le Mans Series                              |
| 2005             | Allan McNish Stéphane Ortelli                     | Audi PlayStation Team Oreca | Audi R8                 | Le Mans Series                              |
| 2006             | Non disputata                                     | Non disputata               | Non disputata           | Non disputata                               |
| 2007             | Marc Gené Nicolas Minassian                       | Team Total Peugeot          | Peugeot 908 HDi FAP     | Le Mans Series                              |
| 2008             | Allan McNish Rinaldo Capello                      | Audi Sport Team Joest       | Audi R10 TDI            | Le Mans Series                              |
| 2009             | Olivier Panis Nicolas Lapierre                    | Team Oreca Matmut AIM       | Oreca 01-AIM            | Le Mans Series                              |
| 2010             | Anthony Davidson Nicolas Minassian                | Team Peugeot Total          | Peugeot 908 HDi FAP     | Le Mans Series Intercontinental Le Mans Cup |
| durata 6 Ore     |                                                   |                             |                         |                                             |
| 2011             | Sébastien Bourdais Simon Pagenaud                 | Peugeot Sport Total         | Peugeot 908             | Le Mans Series Intercontinental Le Mans Cup |
| 2012             | André Lotterer Benoît Tréluyer Marcel Fässler     | Audi Sport Team Joest       | Audi R18 e-tron quattro | Campionato del mondo endurance              |
| 2013             | Allan McNish Tom Kristensen Loïc Duval            | Audi Sport Team Joest       | Audi R18 e-tron quattro | Campionato del mondo endurance              |
| 2014             | Anthony Davidson Nicolas Lapierre Sébastien Buemi | Toyota Racing               | Toyota TS040 Hybrid     | Campionato del mondo endurance              |
| 2015             | André Lotterer Benoît Tréluyer Marcel Fässler     | Audi Sport Team Joest       | Audi R18 e-tron quattro | Campionato del mondo endurance              |
| 2016             | Marc Lieb Neel Jani Romain Dumas                  | Porsche Team                | Porsche 919 Hybrid      | Campionato del mondo endurance              |
| 2017             | Anthony Davidson Kazuki Nakajima Sébastien Buemi  | Toyota Gazoo Racing         | Toyota TS050 Hybrid     | Campionato del mondo endurance              |
| 2018             | Mathias Beche Thomas Laurent Gustavo Menezes      | Rebellion Racing            | Rebellion R13           | Campionato del mondo endurance              |
| durata 4 Ore     |                                                   |                             |                         |                                             |
| 2019             | José María López Kamui Kobayashi Mike Conway      | Toyota Gazoo Racing         | Toyota TS050 Hybrid     | Campionato del mondo endurance              |